# Dywersant: Koniec wojny
Dywersant: Koniec wojny – rosyjski serial wojenny z 2007 roku na podstawie powieści Anatolija Azolskiego Dywersant, kontynuacja serialu Dywersant z 2004 roku. Akcja serialu rozgrywa się w latach 1943–1948. Opowiada o szlaku bojowym trzech dywersantów wykonujących zadania sowieckiego dowództwa wojskowego w ostatnich latach II wojny światowej oraz o ich losach w pierwszych latach powojennych.
Premiera pierwszego odcinka odbyła się 12 listopada 2007 roku o godzinie 21:30 czasu moskiewskiego na Pierwom kanalie. Ostatni odcinek wyemitowano 29 listopada 2007.

## Fabuła
Serial rozpoczyna się bezpośrednio po zakończeniu akcji pierwszej serii, kiedy grupa sowieckich dywersantów złożona z Kałtygina, Bobrikowa i Fiłatowa pomyślnie wraca z akcji bojowej, przechodząc przez linię frontu. Wkrótce otrzymują szereg nowych zadań. Według wiarygodnych źródeł w kwietniu 1943 r. Niemcy przygotowują grupę dywersyjną, która ma zostać wysłana na Krym, aby dołączyć do hitlerowskiego oddziału działającego pod przykrywką partyzantów sowieckich. Zadaniem bohaterów serialu jest zlikwidowanie tej grupy na jej miejscu lądowania i udając niemieckich dywersantów dokonanie infiltracji wrogiego oddziału, a także poznanie dokładnych zadań niemieckiego oddziału na Krymie i grupy dywersyjnej. Chociaż lądowanie sowieckich dywersantów na okupowanym Krymie nie przebiega zgodnie z planem, bohaterowie zdołają przechwycić Niemców wkrótce po ich desancie, zabić trzech z nich i zrekrutować jednego ocalałego. Następnie bohaterom dywersantom udaje się przeniknąć do niemieckiego oddziału i dowiedzieć się, że jego głównym zadaniem było znalezienie kryjówki, w której skrywane są ściśle tajne dokumenty i próbki sowieckich osiągnięć naukowych, dzięki którym samoloty stają się niewidzialne dla wroga. Z pomocą profesora Siergiejewa sowieccy sabotażyści wysadzają kryjówkę, aby wyniki badań nie wpadły w ręce wroga, gubią pościg i kradną z lotniska niemiecki samolot, którym opuszczają Krym.
Podczas urlopu na wybrzeżu Morza Czarnego w Abchazji, po pomyślnym ukończeniu misji na Krymie, grupa Kałtygina demaskuje wrogiego agenta, który zabił oficera sowieckiej marynarki, i aresztuje go. Po tym, jak wychodzi na jaw to, że Bobrikow używa fałszywego nazwiska i dokumentów, oddział rozdziela się, ponieważ Kałtygin nie może darować swoim ludziom oszustwa i prosi o przeniesienie. Po wyjaśnieniu sytuacji Babrikow i kryjący go Fiłatow zostają jednak zwolnieni z aresztu i awansowani, a następnie obejmują dowództwo nad nowym oddziałem dywersantów, złożonym głównie z Kirgizów. Ich pierwsze zadanie polega na zlikwidowaniu szczególnie aktywnego w zwalczaniu partyzantów oddziału kolaboracyjnej policji działającej na terenach okupowanych. Akcja nie idzie jednak zgodnie z planem i wszyscy Kirgizi giną, a Kałtygin z innym oddziałem wyrusza kolegom na ratunek. Po akcji wracają do jednej grupy.
W maju 1945 roku grupa wykonuje ostatnie zadanie bojowe podczas II wojny światowej, likwidując niemieckiego snajpera ostrzeliwującego sowieckich żołnierzy. Świętując zwycięstwo w Berlinie, oddział rozpada się. Bobrikowowi udaje się zrealizować swój życiowy cel, o którym mówił już w pierwszej części serialu – znaleźć rodzinę kobiety, która wydała gestapo jego rodziców, ale będąc już na miejscu, wybacza jej zdradę. Przy tym jego pobyt w sąsiedniej strefie okupacyjnej z fałszywymi dokumentami kończy się aresztowaniem i zesłaniem do gułagu w mieście Irbit na Uralu.
Losy przyjaciół rozchodzą się na kilka lat. Kałtygin po przypadkowym zastrzeleniu niemieckiej kobiety trafia do szpitala z ciężką nerwicą, lecz w końcu przenosi się na wieś i zakłada rodzinę, podczas gdy Fiłatow próbuje ułożyć sobie życie w cywilu, trafiając do Moskwy jako obwoźny muzyk. Jednak po pewnym czasie, wiosną 1948 roku, wszyscy zostają ponownie zebrani pod kierunkiem dawnego dowódcy, „Czecha”, i otrzymują nowe zadanie, polegające na zneutralizowaniu zorganizowanej grupy przestępczej w Rostowie nad Donem. Serial kończy się sceną, podczas której bohaterowie zostają wysłani do Argentyny z portu w Odessie, aby ścigać uciekających, nazistowskich zbrodniarzy.

## Krytyka
Podobnie jak pierwszy serial Dywersant, również kontynuacja zebrała wiele krytycznych recenzji w internecie i prasie. Główne zarzuty to:
- według felietonisty wojskowej gazety „Komsomolskaja prawda” Wiktora Baranca, niektóre sceny zostały skopiowane z filmu W sierpniu 44-go[1];
- zwycięstwo trzech dywersantów nad liczącą ponad stu żołnierzy kompanią na lotnisku na Krymie jest fizycznie niemożliwe, trudno też wysadzić torpedę na ziemi celnym strzałem z samolotu[2].

Według odtwórcy jednej z głównych ról, Kiriłła Pletniowa, „twórcy serialu nie silili się na wiarygodność”.

## Obsada
- Władisław Gałkin – kapitan / major Grigorij Iwanowicz Kałtygin
- Kiriłł Pletniow – starszy porucznik / kapitan Aleksiej Pietrowicz Bobrikow
- Aleksiej Bardukow – starszy porucznik / kapitan Leonid Michajłowicz Fiłatow
- Władimir Mieńszow – generał porucznik Kaliazin
- Aleksandr Łykow – Siergiej („Czech”), oficer GRU
- Michaił Jefremow – podpułkownik Kosteniecki
- Igor Boczkin – major Samochwałow
- Aleksiej Guskow – Oleg Stanisławowicz („Woolman”)
- Władimir Zajcew – Mueller
- Wasilij Boczkariow – profesor Siergiej Waletinowicz Siergiejew
- Jurij Kuzniecow – dowódca oddziału partyzanckiego
- Wiaczesław Razbiegajew – sierżant Gracziow, niemiecki sabotażysta
- Aleksandr Połowcew – major Agapow, naczelnik obozu, w którym Bobrikow odbywa swoją karę
- Andriej Terentiew – bandyta
- Igor Skliar – Wiktor
- Siergiej Makowiczow – pracownik prokuratury wojskowej
- Julia Rutberg – Walentyna
- Anna Snatkina – Anna
- Oleg Tabakow – pan Artemenko
- Aleksandr Robak – Szawyrin
- Swietłana Kołpakowa – żona Artemenki
- Ewa Szykulska – Frau Greta Vogel
- Igor Sawoczkin – śledczy
- Walerij Afanasiew – generał
- Aleksandr Kazakow – podpułkownik Paweł Andriejewicz, ojciec panny młodej
- Anna Legcziłowa – Jelena Andrejewna
- Siergiej Biechtieriow – kierownik stacji meteorologicznej
- Aleksandr Pieskow – major wojsk pancernych
- Giennadij Korolkow – Arkadiewicz
- Maksim Łagaszkin – „szóstka” Pahana
- Aleksandr Tiutin – lekarz
- Walerij Prochorow – Tirsczik
- Inspektor – Igor Gordin
- Aleksandr Jakowlew – generał porucznik Fiodorow
- Sabina Achmiedowa – Łana
- Wadim Callati – Daur
- Władimir Badow – tatarski przewodnik
- Władimir Sterżakow – pułkownik na weselu
- Aleksandr Ustiugow – Zajczenko (Buryj), pracownik organów kryminalnych
- Julia Pieriesild – Swietłana
- Andriej Mieżulis – Victor Hergert
- Maksim Drozd – kapitan Smiersza
- Maksim Litowczenko – porucznik Smiersza
- Olga Prochwatyło – Frau Łysenko
- Siergiej Zagrebniow – radiooperator
- Leonid Newiedomski – Petro
- Eduard Flierow – czołgista
- Arnis Licitis – kapitan argentyńskiego statku
- Tadeusz Paradowicz – niemiecki generał
- Edward Żentara – szef niemieckiej szkoły dywersantów

## Produkcja
Wiele ze scen rozgrywających się w europejskiej części Związku Radzieckiego sfilmowano w Peresławskim Muzeum Kolejnictwa.
Sceny dziejące się w Berlinie kręcono we Wrocławiu, a niemiecką szkołę dywersantów na zamku Czocha. Jak mówi reżyser Igor Zajcew, „najtrudniej było sfilmować Berlin z 1945 roku, dlatego szukaliśmy we Wrocławiu tych dzielnic, w których od tamtego czasu prawie nic się nie zmieniło – znalazło się ich trochę, ale trzeba było użyć też wielu dekoracji. Bardzo pomogli w tym nasi i polscy artyści, którzy musieli siedzieć w bibliotekach i przeglądać ogromną ilość kronik dokumentalnych. Sceny ofensywy naszej armii i zwycięstwa w Berlinie 45' nie były łatwe ze stylistycznego punktu widzenia”.
„Wrocław jest zasadniczo miastem niemieckim. To jest odczuwalne nawet i teraz. Zdjęcia były oczywiście ważnym wydarzeniem dla miasta. Miejscowi ciągle do nas podchodzili, zainteresowali się naszą produkcją, byli niezwykle przyjaźni. Wielu uczestników scen masowych rekrutowało się właśnie z nich” – wspomina aktor Władimir Mieńszow.
W filmie wykorzystano ogromną liczbę oryginalnego sprzętu wojskowego z czasów II wojny światowej, od broni strzeleckiej po artylerię, czołgi, a nawet samoloty. Broń strzelecką pozyskiwano w lokalnych wytwórniach filmowych w Polsce i na Ukrainie – znaleziono oryginalne karabiny Mosin, pistolety TT, niemieckie karabiny maszynowe MG 42 i pistolety maszynowe MP-40, czy karabiny maszynowe Maxim.
W Polsce sfilmowano także czołgi T-34, katiusze, artylerię i setki statystów. W produkcję zaangażowana była duża liczba konsultantów wojskowych i klubów historii wojskowości. W scenach „berlińskich” serial przedstawia wojska czterech krajów – Armię Czerwoną, Wehrmacht, Armię Stanów Zjednoczonych i Ludowe Wojsko Polskie. Dla nich wszystkich zostały specjalnie uszyte mundury. W przypadku mundurów Armii Czerwonej twórcy musieli poszukać alternatywnego materiału, ponieważ oryginalna bawełniana tkanina używana w czasach II wojny światowej, która mogłaby wyglądać wiarygodnie na ekranie, od dawna nie była produkowana.
„Na Krymie w pobliżu Bakczysaraju, w miejscowości Czufut-Kale, w unikalnych naturalnych jaskiniach sfilmowano bazy oddziałów partyzanckich. Krym jest ogólnie zdumiewającym miejscem: w pobliżu Bałakławy ziemia jest wciąż pełna łusek i fragmentów pocisków artyleryjskich – tylko weź ją w ręce i znajdź” – mówi reżyser Igor Zajcew. Na Aj-Petri zbudowano na potrzeby serialu tajne laboratorium naukowe.
W pierwszych dniach zdjęć aktor Władisław Gałkin doznał poważnej kontuzji kolana, ale nadal mógł chodzić. Z tego powodu zmieniono scenariusz filmu, zgodnie z którym jego bohater źle wylądował podczas desantu na Krymie i dlatego jest kulawy. Już po zakończeniu zdjęć Gałkin musiał przejść kilka operacji.

## Nagrody
- 2008 – Złoty Orzeł w kategorii „Najlepszy film telewizyjny lub serial do 10 odcinków”[8].